# 内藤正国
内藤 正国（ないとう まさくに）は、江戸時代中期から後期にかけての大名。信濃岩村田藩の第5代藩主。岩村田藩内藤家6代。天保の改革を行なった老中・水野忠邦の叔父である。
安永4年（1775年）11月8日（または安永2年（1773年））、肥前唐津藩の第2代藩主・水野忠鼎の四男として生まれる。はじめ水野忠令（ただのり）と名乗った。のち、岩村田藩の第4代藩主・内藤正興の婿養子となって内藤正国と名乗り、寛政4年（1792年）10月17日に正興が死去した後、家督を継いだ。
享和2年（1802年）12月20日（または12月28日）に死去した。享年28（または30）。男子がなかったため、甥で養嗣子の正縄に跡を継がせた。

## 系譜
父母
- 水野忠鼎（実父）
- 内藤正興（養父）

正室
- 内藤正興の娘

養子
- 内藤正縄 - 水野忠光の三男